# Chaim Koppelman

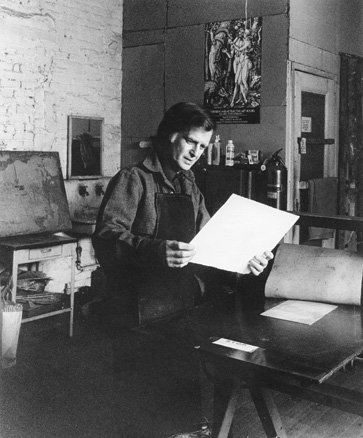
Koppelman en 1981 (fotografía de Robert Bianchi).

Chaim Koppelman (Brooklyn, 17 de noviembre de 1920-Nueva York, 6 de diciembre de 2009) fue un artista, educador artístico y consultor estadounidense de realismo estético. Reconocido por sus grabados, también realizó esculturas, pinturas y dibujos. Fue un miembro de la National Academy of Design desde 1978, presidente de la Sociedad Estadounidense de Artistas Gráficos (SAGA), que le hizo entrega de un reconocimiento a su trayectoria en 2004. Estableció el Departamento de Grabado de la Escuela de Artes Visuales en 1959, y enseñó allí hasta 2007.
Hijo de Sam y Sadie Koppelman, nació en Brooklyn, ciudad de Nueva York. A la edad de 9, dibujó un perfil de Napoleón en un libro de geografía, y las imágenes del emperador francés reaparecerían a lo largo de su carrera. Fue un estudiante precoz del realismo estético, una filosofía fundada en 1941 por Eli Siegel, que se basa en el principio «Toda la belleza es una unión de opuestos, y la unión de opuestos es lo que estamos tratando de lograr en nosotros mismos». Este principio estuvo presente en el arte y enseñanza de Koppelman, y su trabajo como consultor de realismo estético. Sobre la importancia de este principio del arte y la vida, Koppelman declaró: «Cuando Eli Siegel demostró que lo que hace que una obra de arte hermosa —la unidad de los opuestos— es lo mismo que lo que quiere que cada individuo, fue uno de los más poderosos y bondadosos logros de la mente del hombre».
El arte de Koppelman se destaca por su originalidad, técnica magistral, humor y poder. Eso fue representado en la mayoría de las principales colecciones de arte, como el Museo de Arte Moderno, el Guggenheim, el Museo Whitney, el Museo Metropolitano, la Biblioteca Pública de Nueva York, el Museo Brooklyn, el Museo de Arte de Filadelfia, la Galería Nacional, el Instituto Smithsoniano y el Museo Hirshhorn y Jardín de Esculturas en Washington D. C., y el Museo de Victoria y Alberto de Londres. Además de una exposición retrospectiva en el Museo Napoleónico de Roma (2011-2012) que expuso su trabajo a un público internacional.
Falleció el 6 de diciembre de 2009 a los 89 años, de causas naturales, en el Céntro Médico Beth Israel de Nueva York. Una exposición conmemorativa que abarca siete décadas de su trabajo se llevó a cabo en la Terrain Gallery en 2010.

## Libros y ensayos
- Koppelman, Chaim (1969). This is the way I see Aesthetic Realism. Nueva York: Terrain Gallery & Definition Press.
- Koppelman, Chaim (1969). «I believe this about art».  En Kranz, Sheldon, ed. Aesthetic Realism: We Have Been There – Six Artists on the Siegel Theory of Opposites. Nueva York: Definition Press. ISBN 0-910492-11-5.
- Koppelman, Chaim (2004). Four Essays on the Art of the Print. Nueva York: Orange Angle Press. ISBN 0-9759813-0-7. Archivado desde el original el 8 de abril de 2014. Consultado el 7 de enero de 2015.
- Koppelman, Chaim (24 de julio de 2003). «The sculpture of Augustus St. Gaudens: Its meaning for our lives». The Southampton Press. ISSN 0745-6484.